# Izara
Izara (niem. Isar) – rzeka w Austrii i Niemczech (Bawaria), prawy dopływ Dunaju o długości 295 km.
Źródła Izary znajdują się w Scharnitz w Austrii, na południe od Mittenwald, na wysokości 1160 m n.p.m. W początkowym biegu rzeka płynie wzdłuż granicy austriacko-niemieckiej, by następnie odbić na północ. Większe miasta położone nad Izarą to: Bad Tölz, Wolfratshausen, Monachium, Freising, Moosburg an der Isar, Landshut, Dingolfing, Landau an der Isar. Uchodzi do Dunaju 5 kilometrów na południe od Deggendorfu.
Izara jest czwartą rzeką w Bawarii pod względem powierzchni zlewni, po Dunaju, Innie i Menie. Ważniejsze dopływy: Loisach i Amper.
Nazwa rzeki ma rodowód celtycki – isirás znaczyło tyle, co „szybki”, „silny”, „bystry” (identyczny źródłosłów mają rzeki Isère we Francji i Izera w Polsce i Czechach).

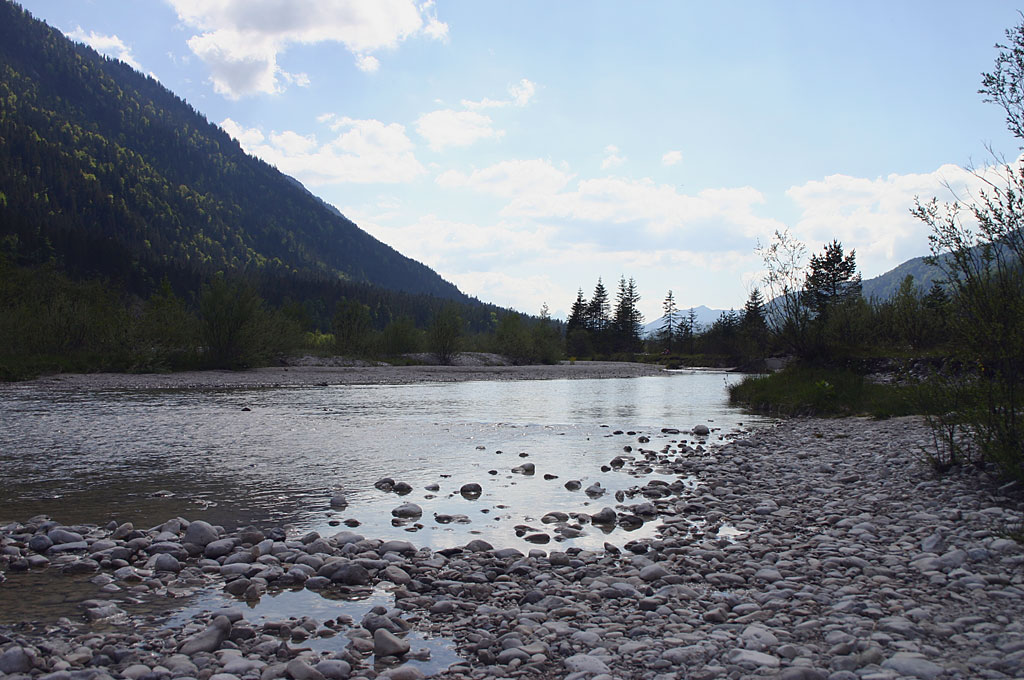
Izara w Niemczech

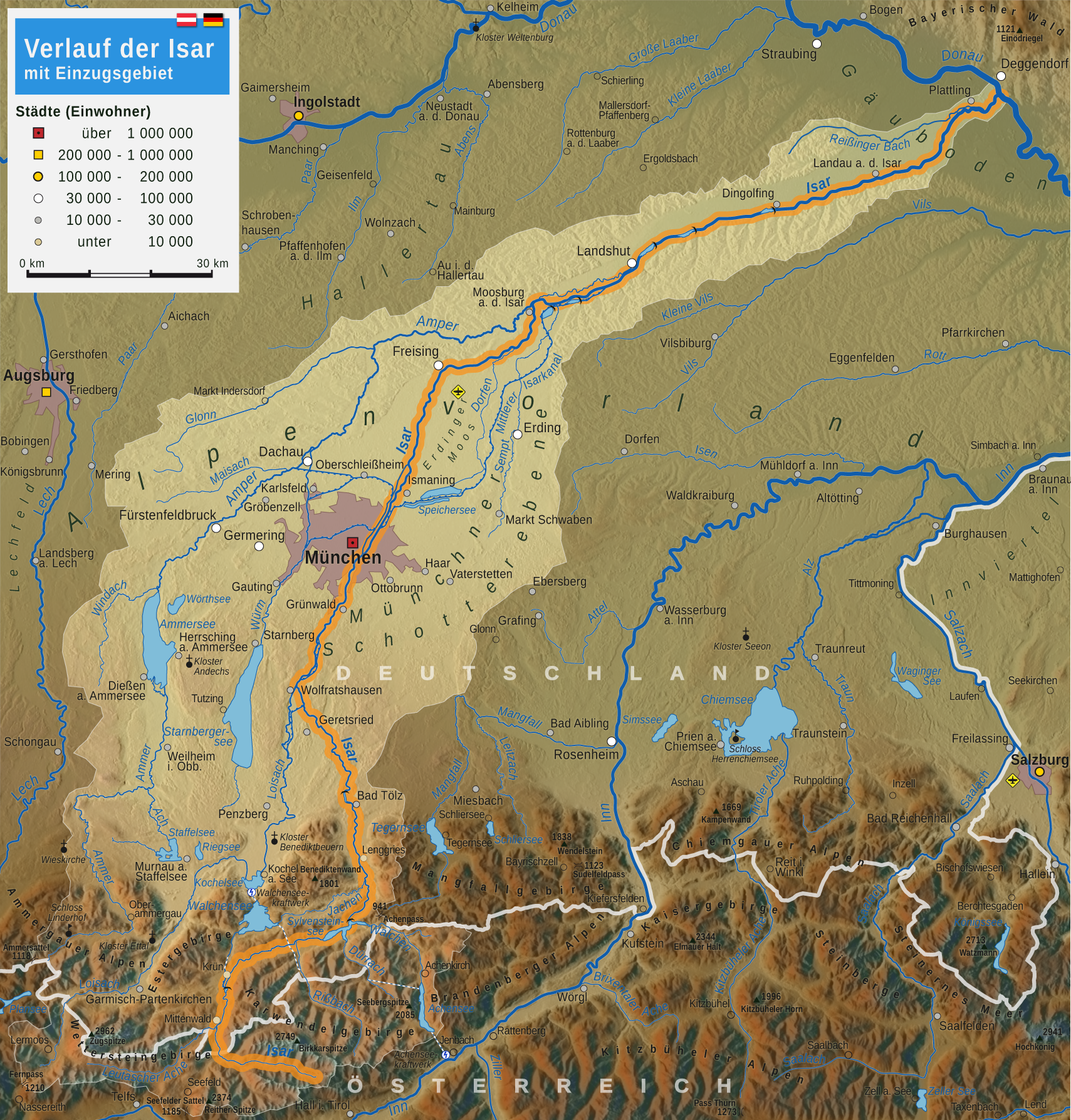
Zlewnia Izary